# مصطفی ایران‌منش
سید مصطفی ایران‌منش (۲۴ آذر ۱۳۲۹)، کارآفرین ممتاز کشور، عضو هیئت علمی رسمی مورد تأیید وزارت علوم و چهره ماندگار در صنایع تبدیلی و صنعت بسته‌بندی نوین ایران بوده که در زمینه صنایع تبدیلی و صنعت بسته‌بندی فعالیت دارد. او علاوه بر استادی دانشگاه، در حوزه صنعت در طراحی، ساخت، نصب و راه اندازی خطوط تولید حضور داشته‌است.
کتاب «فرهنگ علوم تغذیه و مهندسی صنایع غذایی» او در حوزه صنایع غذایی کتابی آشنا است.
ایران‌منش اکنون در زمینه صنایع بسته‌بندی متمرکز است و در همین راستا، در حال حاضر مدیریت پروژه‌های هیدروپونیک، چیپس میوه ویتامینه ارگانیک و مشتقات سنجد را در استان سمنان برعهده دارد.

## کودکی و نوجوانی
ایران‌منش، متولد ۲۴ آذر ۱۳۲۹ در شهر تهران است. وی سال‌های کودکی و نوجوانی را در استان خوزستان (آبادان و خرمشهر) سپری کرد و تحصیلات ابتدایی و متوسطه را در این استان به اتمام رساند. ایران منش اولین فعالیت فرهنگی خود را در سال آخر دوران ابتدایی (۱۳۴۰) و پس از آشنایی با مجله کیهان بچه‌ها، خبرنگاری و نویسندگی برای این نشریه را آغاز کرد، که این همکاری، حدود ۴۰ سال در زمینه فرهنگ و هنر ادامه یافت.

## ورود به دانشگاه و آغاز زندگی حرفه‌ای
ایران‌منش در سال ۱۳۴۸ در مقطع کارشناسی صنایع غذایی در دانشگاه شیراز پذیرفته شد و اولین حضور در صنعت را با کارآموزی در کشت و صنعت دشت مرغاب و کارخانجات یک و یک شیراز در تابستان‌های سال ۱۳۵۰ تا ۱۳۵۳ تجربه کرد.
پس از اتمام این مقطع تحصیلی، برای خدمت سربازی اعزام شد و با توجه به زمینه تحصیلی و تجربه دوران کارآموزی، با درجه افسری که در قالب سپاه ترویج و آبادانی به خدمت‌رسانی به مناطق روستایی در روستای کردوان از توابع گرمسار مشغول شد. همچنین دوره ۱۴ ماهه بسته‌بندی را به صورت فشرده در گروه صنعتی بهشهر (ICC سابق) زیر نظر استادان خارجی سپری کرد. ایران‌منش تحصیلات کارشناسی ارشد را در دانشگاهA & M تگزاس، که یکی از دانشگاه‌های شناخته شده در صنایع بسته‌بندی است آغاز کرد و در مسیر پژوهشی روی ماشین‌آلات فرآوری و بسته‌بندی کار کرد. رشته تحصیلی او در این دانشگاه، مهندسی مکانیک با گرایش ماشین‌های بسته‌بندی بود و از پایان‌نامه خود با عنوان بسته‌بندی پسته ایران و آفلاتوکسین که مطالعات آن به‌طور مشترک با دانشگاه تهران انجام شده بود دفاع کرد. ایران‌منش پس از اتمام این مقطع تحصیلی، تحقیقات خود را در زمینه افلاتوکسین پسته ادامه داد، و همزمان با انقلاب اسلامی به ایران بازگشت.
فعالیت در صنایع غذایی
او در دوره حضور خود در کشور، با شرکت‌های مختلفی در زمینه صنایع غذایی و بسته‌بندی همکاری کرد. یکی از همکاری‌های او با آستان قدس رضوی بود که او را شایسته بورسیه امور پژوهشی دانست و به کشور سوئد اعزام کرد.
وی دوره یک ساله را در شرکت آلفا لاوال و تتراپک با کار روی فرآوری و کنترل کیفیت و آشنایی با ماشین‌آلات بسته‌بندی مدرن پشت سر گذاشت.
دوره دکتری کاربردی در سوئد
حضور ایران‌منش در سوئد، مسیر ادامه تحصیل در دوره دکتری را برای وی هموار کرد و او در دوره دکتری کاربردی از دانشگاه Karlstad مشغول شد.
حضور در صنایع و بخش‌های اجرایی کشور
وی پس از اتمام دوره دکتری، با آستان قدس در صنایع کنسرو، نان رضوی همکاری کرد که پس از آن همکاری با بنیاد مستضعفان در زمینه بسته‌بندی رقم خورد.وی در اواخر دهه ۱۳۶۰ به عنوان اولین رئیس هیئت مدیره کنترل کیفیت استان مازندران انتخاب شد. همچنین نظام بانکی کشور در سال ۱۳۶۹ به دنبال اجرای طرح‌های مرتبط با کشاورزی و صنایع تبدیلی از او تأثیر پذیرفت. مدیریت پروژه کشت و صنعت گرمسیر با مشارکت بانک کشاورزی و نیز تأسیس سیستم بسته‌بندی، ماشین‌آلات و خط فرآوری سس گوجه فرنگی در آن واحد از جمله این همکاری‌ها هستند.
دستاوردهای او در صنایع غذایی کشور
یکی از دستاوردهای او در صنایع غذایی کشور استخراج لسیتین خوراکی (Food Grade) از روغن سویا است که برای نخستین بار در سال ۱۳۶۹ در کارخانجات روغن نباتی جهان انجام شد. همچنین برای اولین بار در کشور Essential oil را از پوست لیموشیرین با درجه خلوص ۵/۹۷ درصد استحصال کرد.
با توجه به پیشینه مطالعاتی خود در زمینه افلاتوکسین پسته در سال ۱۳۷۷ به سمت ریاست مؤسسه تحقیقات پسته کشور منصوب شد.
ایران‌منش از طرف اداره کل استاندارد و تحقیقات صنعتی کشور، به عنوان کارشناس صنعت بسته‌بندی به عضویت کمیته تدوین استانداردهای بسته‌بندی درآمد و در رای‌گیری این کمیته، به عنوان رئیس استاندارد بسته‌بندی، در تدوین مسائل مربوط با این حوزه مشارکت کرد. از دیگر همکاری‌های ایران‌منش با سازمان‌ها و دستگاه‌های اجرایی می‌توان حضور در سازمان غذا و داروی کشور به عنوان مشاور طرح بسته‌بندی ظروف یک‌بار مصرف پلیمری، ریاست کمیته استانداردهای صنعت بسته‌بندی و نیز مدیریت مرکز تحقیقات خوراک کودک ایران، تدوین استانداردهای صنایع تبدیلی و بسته‌بندی در سازمان فنی حرفه ای کشور اشاره کرد.
تأسیس رشته‌های دانشگاهی
با توجه به خلاء ارتباط مؤثر صنعت و دانشگاه در زمینه نظریات و کاربردهای بسته‌بندی، پیشنهاد تأسیس رشته بسته‌بندی در مقطع کارشناسی پیوسته و کارشناسی ارشد را مطرح کرد که با پذیرش اولین گروه دانشجویان این رشته در دانشگاه علمی و کاربردی محقق شد. از دیگر فعالیت‌های ایران‌منش در شاخه علمی صنایع بسته‌بندی می‌توان به مسئولیت “علوم پوشش‌هاً در امر سازماندهی، نیازسنجی و برنامه‌ریزی رشته کارشناسی پیوسته مهندسی تکنولوژی بسته‌بندی با گرایش محصولات کشاورزی اشاره کرد. سید مصطفی ایران منش پژوهشگر کاربردی بین‌المللی دانشگاه اسکاندیناوی و عضو رسمی هیئت علمی مورد تأیید وزارت علوم، تحقیقات و فناوری است.
همکاری با پروژه‌های بین‌المللی
ایران‌منش، نخستین مدرس کارگاه‌های علمی کاربردی «کدکس» (مقررات صادرات و واردات مواد غذایی) Codex Alimentarius در ایران است که از سوی UNDP (سازمان عمران ملل متحد) برگزار می‌شود. وی در سال‌های بعد در پروژه سیناکس سازمان عمران ملل متحد همکاری کرد.
از دیگر پروژه‌های بین‌المللی که با همکاری ایران‌منش در کشور اجرا شد می‌توان به پروژه TCPفائو با مشارکت معاونت باغبانی وزارت جهاد کشاورزی اشاره کرد که ۱۴ طرح مختلف کاربردی در زمینه بسته‌بندی را شامل می‌شد.
ایران‌منش با هدف اطلاع‌رسانی و آشنا کردن تولیدکننده و مصرف‌کننده، و نیز اشتغال‌زایی برای فعالان بسته‌بندی، مسئولیت سه نشریه تخصصی بین‌المللی صنعت بسته‌بندی در قالب صاحب امتیاز و مدیر مسئول بر عهده دارد:
ماهنامه فناوری و توسعه صنعت بسته‌بندی، ماهنامه جهان پلاستیک و بسته‌بندی (مهندسی PET)، ماهنامه جهان سلولزی و بسته‌بندی

## دانشگاه، اجرا، صنعت
ایران‌منش در سه حوزه دانشگاهی، اجرایی و صنعت فعالیت داشته‌است که برخی از آن‌ها به شرح زیر هستند:
دانشگاهی:
تدریس مهندسی صنایع در دانشگاه پلی تکنیک (امیرکبیر)، دروس صنعت بسته‌بندی
اجرایی:
مشاور عالی معاونت باغبانی وزارت جهادکشاورزی
مشاورگروه صنعت بسته‌بندی سازمان غذا و داروی کشور
همکاری با اداره کل استاندارد
صنعت:
تأسیس شرکت سهامی زراعی کردوان
مدیریت پروژه کارخانه‌های سن‌ایچ، کاله، نان و کنسرو رضوی، یک و یک، کشت و صنعت گلچشمه
همکاری در شرکت روغن نباتی جهان واحد لسیتین
همکاری با شرکتهایAmerican can company آمریکا، صنایع بسته‌بندی آلومینیومی VAW آلمان، TetraPakسوئد به عنوان پژوهشگ

## افتخارات
به پاس حضور فعال در صنعت بسته‌بندی و تأسیس، مدیریت و مشاوره در این زمینه به عنوان کارآفرین ممتاز کشور انتخاب گردید و نیز به عنوان چهره ماندگار در صنایع تبدیلی و صنعت بسته‌بندی مدرن ایران برگزیده شد.

## تالیفات
کاربرد تکنولوژی سرما و انجماد در نگهداری محصولات غذایی (۵جلدی)
کتاب فرهنگ کامل کاربردی مهندسی علوم و صنایع غذایی یک جلدی مصور تشریحی انگلیسی به فارسی، فارسی به انگلیسی
صنعت تولید، فرآوری و بسته‌بندی انواع محصولات میوه‌ای و مرکبات برای صادرات همراه با(CD)، کدکس و منایع (Q. C) –
کتاب جامع مهندسی بعد از برداشت (الفبای صنعت بسته‌بندی)
کتاب تغییرات شیمیایی مواد غذایی در کارخانه‌ها
کتاب پایه و اساس علمی مزه، بو، و بافت ترکیبات مواد غذایی
کتاب نقش اکسترودر در صنایع غذایی
کتاب کاربرد تکنولوژی در تولید شیر و فراورده‌های آن،
کتاب کاربرد تکنولوژی مدرن در تولید، فراوری، بسته‌بندی و صادرات زیتون
کتاب کاربرد تکنولوژی مدرن در تولید، فرآوری، بسته‌بندی و صادرات کشمش (دو جلدی)
کتاب کاربرد تکنولوژی مدرن در تولید، فراوری، بسته‌بندی و صادرات خرما
کتاب کاربرد تکنولوژی مدرن در تولید، فراوری، بسته‌بندی و صادرات انجیر
کتاب کاربرد تکنولوژی مدرن در تولید، فراوری، بسته‌بندی و صادرات فندق
کتاب کاربرد تکنولوژی مدرن در تولید، فراوری، بسته‌بندی و صادرات گردو
کتاب کاربرد تکنولوژی مدرن در تولید، فراوری، بسته‌بندی و صادرات بادام
کتاب کاربرد تکنولوژی مدرن در تولید، فراوری، بسته‌بندی و صادرات زغال اخته
کتاب کاربرد تکنولوژی، مدرن برای صادرات محصولات باغبانی
کتاب صنعت نان و فراورده‌های آن (مجموعه ۲۹سری در یک جلد)
کتاب فراورده‌های ذرت
کتاب مدیریت بهداشت باغات پسته
کتاب مدیریت بهداشت باغات انگور (برای تولید کشمش) و فراورده‌های آن
کتاب صنعت خرما
کتاب صنایع بسته‌بندی محصولات کشاورزی
کتاب کاربرد آمار و کنترل کیفیت محصولات کشاورزی